# Nemopoda pectinulata
Nemopoda pectinulata är en tvåvingeart som beskrevs av Friedrich Hermann Loew 1873. Nemopoda pectinulata ingår i släktet Nemopoda och familjen svängflugor. Enligt den finländska rödlistan är arten nära hotad i Finland. Arten är reproducerande i Sverige. Artens livsmiljö är fuktiga lundar. Inga underarter finns listade i Catalogue of Life.